# Helmut Retzl
Helmut Retzl (* 26. Jänner 1956 in Steyr) ist ein österreichischer Pädagoge, Soziologe, Historiker, Sachbuchautor, Unternehmensberater und war Professor an der Pädagogischen Hochschule Oberösterreich in Linz.

## Leben
Helmut Retzl kam im Arbeiterviertel Steyr-Münichholz zur Welt, welches auch sein Leben prägte und dessen historischer Aufarbeitung er Jahre seines Lebens widmete.
Er maturierte am Gymnasium Steyr, absolvierte anschließend in Linz die Lehramtsausbildung für Deutsch und Geschichte und war als Hauptschullehrer in Linz tätig. Daneben studierte er Soziologie (Promotion  1985, Mag. und Dr. rer. soc. oec) und anschließend Geschichte und Politikwissenschaft (Promotion 1988, Dr. phil).
Von 1985 bis 2021 war Retzl Professor vorerst an der Pädagogischen Akademie, später an der Pädagogischen Hochschule in Linz. Seit 1987 leitet er das von ihm gegründete Institut für Gemeindeforschung in Linz-Urfahr.
Helmut Retzl ist Spezialist für gesellschaftliche Konflikte. Er entwickelte eine dialogorientierte, wirkungsorientierte Denktheorie als Grundlage zur Lösung gesellschaftlicher Konflikte und bei Veränderungsprozessen. Dazu entwickelte Retzl institutionalisierte, strukturierte Bürgerbeteiligungsverfahren, verbindliche Spielregelwerke bzw. Regulative unter Einbeziehung aller Betroffenen.
Aufgrund persönlicher Erfahrungen mit unheilbaren Krankheiten wandte Retzl seine Erkenntnisse des Wirkungsorientierten Denkens zur Überwindung schwerer Krankheiten an. In zwei Büchern hat er seine Erkenntnisse 2013 und 2014 niedergeschrieben. 2013 gründete er das Therapiezentrum „familiaritas“ in Linz, welches die Ursachen von Krankheiten in den Lebens- und Umfeldbedingungen sucht und diese im Dialog verändert.
Ziel seiner Arbeit ist es, die Muster von lebenden Systemen und des menschlichen Verhaltens zu erkunden, um Veränderungsstrategien für gesellschaftliche und gesundheitliche Probleme gemeinsam zu entwickeln.
Retzl ist Autor mehrerer Fachbücher und Publikationen in unterschiedlichen Wissenschaftsbereichen.

## Publikationen
- (Auswahl)
  - Wissenschaftlicher Beitrag: Helmut Retzl, Robert Piller, Christoph Rudlstorfer:„Erfolgsmodell Umweltkommission Wels – 25 Jahre Bürgerbeteiligung in der Abfallwirtschaft“ (S. 423 ff.) im Tagungsband zur 13. Recy & DepoTech-Konferenz, Leoben 2016
  - „Keine Angst vor Bürgerbeteiligung“ in: Oberösterreichische Gemeindezeitung, Jänner 2016, S. 17
  - Wissenschaftlicher Beitrag „Durch Projekt-Umfeldmanagement zu hoher Akzeptanz – Das Erfolgsmodell der Umweltkommission der AVE Wels, Österreich“ (in Deutsch und Englisch; S. 461 ff.) im Buch K.J. Thomé-Kozmiensky, L. Pelloni „Waste Management, Volume 1 – Eastern European Countries“, Neuruppin 2010
  - Wissenschaftliche Leitung und Texterstellung des Leitfadens „Fit fürs Wählen – Demokratie braucht dich!“ im Auftrag der OÖ Landesregierung, 2008/2009
  - Lese- & Mitmachbuch „Mitgestalten in der Gemeinde macht Spaß“, Eigenverlag, Linz, 1. Auflage 2005, ISBN 3-200-00372-3.
  - Vernetzung und Partizipation durch Jugendentwicklungsprogramme – ein	regionaler Ansatz
  - „für gefährdete Jugendliche“ in: Stay in Touch – 3. Europäischer Kongress Jugendarbeit, Jugendhilfe und Suchtprävention – Referate, Luzern 2003, S. 89f.
  - „Soziale	Kompetenz, modernes Krisenmanagement in der Elektrizitätswirtschaft	– Erfahrungen und Strategien“ in: VEÖ-Journal, Nr. 9/2000, S. 44f.
  - „Städte und ihre Bürger“ in: ÖGZ / Österreichische Gemeinde-Zeitung,	Nr. 7/2000, S. 19f.
  - „Hat	die Politik die Jugend verloren?“ in: Kommunal Nr. 4/2000, S. 16f.
  - „Kein Vertrauen der Jugend in Politik und Kirche“ in: OÖ	Gemeindezeitung, Nr. 3/2000, S. 67C
  - Münichholz. Ein Stadtteil im Wandel der Zeit, Eine historische sozialwissenschaftliche Studie, Steyr 1986
  - Steyr-Münichholz – Mustersiedlung, Glasscherbenviertel, Zukunftsmodell. mit Günter Rammerstorfer, Ennsthaler, Steyr 2018, ISBN 978-3-85068-991-5.
  - Unheilbar gibt es nicht. Das Selbsthilfeprogramm für Krisenfälle. Goldegg, Berlin-Wien 2014, ISBN 978-3-902903-78-5
  - Wirkungsorientiertes Denken. Ein neuer Weg zur Gesundung. Goldegg, Berlin-Wien 2013, ISBN 978-3-902903-37-2

## Auszeichnungen
- Gregor-Goldbacher-Preis
- Karl-Czernetz-Preis